# Warnes (Buenos Aires)
Warnes es una localidad del Cuartel X del Partido de Bragado, provincia de Buenos Aires, Argentina.
La agricultura, ganadería y horticultura son sus actividades económicas más importantes.

## Población
Cuenta con 437 habitantes (Indec, 2010), lo que representa un descenso del 6% frente a los 465 habitantes (Indec, 2001) del censo anterior.
| Gráfica de evolución demográfica de Warnes entre 1991 y 2010 |
|                                                              |
| Fuente: Censos nacionales del INDEC                          |

## Educación
El pueblo cuenta con un jardín de infantes N.º 908, una escuela primaria Bartolomé Mitre N.º 3 y en la misma instalación la escuela secundaria E.E.S N.º 7.

## Historia
Sus inicios se remontan a la última década del siglo XIX, cuando un grupo de inmigrantes se instaló en el lugar. Igualmente se ha tomado como fecha fundacional al 3 de julio de 1907, día en que llegó por primera vez el tren del “Ferrocarril Oeste de Buenos Aires” perteneciente al ramal Suipacha - Bayauca. Cerrado el servicio en los ‘90, la estación funciona como destacamento policial, delegación municipal y también como la biblioteca popular José Ignacio Warnes.

## Toponimia
Su nombre recuerda al patriota Ignacio Warnes (1770-1816), que luchó por la independencia bajo las órdenes del General Manuel Belgrano.